# Birkî, Jovkva
Birkî (în ucraineană Бірки) este un sat în așezarea urbană Maheriv din raionul Jovkva, regiunea Liov, Ucraina.

## Demografie
Componența lingvistică a localității Birkî
     Ucraineană (100%)
Conform recensământului din 2001, toată populația localității Birkî era vorbitoare de ucraineană (100%).